# Ferenc Hammang
Ferenc Hammang (Budapest, 20 maggio 1944) è un ex schermidore ungherese, vincitore di una medaglia di bronzo nella scherma ai giochi olimpici.